# Dicranomyia (Dicranomyia) appa
Dicranomyia (Dicranomyia) appa is een tweevleugelige uit de familie steltmuggen (Limoniidae). De soort komt voor in het Australaziatisch gebied.